# Augusto Fragoso
Pour les articles homonymes, voir Fragoso.
Le général Augusto Tasso Fragoso (São Luís, 28 août 1869 — Rio de Janeiro, 20 septembre 1945) est un militaire et homme d'État brésilien, chef de la « Junte de gouvernement Provisoire » de 1930, qui gouverne le Brésil après que Washington Luís a été démis de ses fonctions et que le président élu Júlio Prestes a été empêché d'assumer sa charge.
La junte, dirigée par Augusto Fragoso, compte également dans ses rangs Isaías de Noronha et Menna Barreto.